# 奧蘭治鎮區 (明尼蘇達州道格拉斯縣)
奧蘭治鎮區（英語：Orange Township）是位於美國明尼蘇達州道格拉斯縣的一個行政鎮區。

## 地方資料
奧蘭治鎮區的面積為92.96平方千米，當中陸地面積為89.97平方千米，而水域面積為2.99平方千米。根據2020年美國人口普查的數據，當地共有人口351人，而人口密度為每平方千米3.78人。